# 泾源紫堇
泾源紫堇（学名：Corydalis jingyuanensis）为罂粟科紫堇属下的一个种。

## 扩展阅读
- 維基物種上的相關：泾源紫堇